# ФК Ксанти
Фудбалски клуб Ксанти (грч. Π.Α.Ε. Ξάνθη Α.ό.) је грчки фудбалски клуб из Ксантија, који се тренутно тачмичи у Суперлиги Грчке.

## Историја
Клуб је формиран 1967. спајањем два локална клуба, Аспида и Орфеас. Име клуба је било Атлетски Клуб Ксанти, званично до 1992, Виамар С. А., званични увозник Шкода возила у Грчкој, купио клуб од свог претходног власника и преименовао га у Атлетски Клуб Шкода Ксанти.
Клуб је један од најбољих у Грчкој, посебно у смислу њихове финансијске подршке и тренирању млађих. Шкода Ксанти је учествовала у УЕФА Купу сезонама 2001/02, 2005/06 и 2006/07. У сезони 2004/05, Шкода Ксанти завршила четврта у Првој лиги (данас Суперлига Грчке), што је највећи успех клуба. ФК Ксанти је први пут у првој лиги играо 1989. године.

## Шкода Ксанти у европским такмичењима
| Сезона  | Такмичење | Ранг   | Земља    | Клуб            | Резултат |
| ------- | --------- | ------ | -------- | --------------- | -------- |
| 2002/03 | УЕФА куп  | 1 коло | Италија  | Лацио           | 0-4, 0-0 |
| 2005/06 | УЕФА куп  | 1 коло | Енглеска | Мидлзбро        | 0-2, 0-0 |
| 2006/07 | УЕФА куп  | 1 коло | Румунија | Динамо Букурешт | 3-4, 1-4 |